# Slim Jxmmi
Aaquil Iben Shamon Brown (Inglewood, California, 29 de diciembre de 1991), más conocido por su nombre artístico Slim Jxmmi, es un rapero, cantante, compositor y Productor de registro de Inglewood, California.
conocido por ser integrante del dúo de Hip hop Rae Sremmurd con su hermano Swae Lee.

## Biografía
Aaquil Iben Shamon Brown nació el 29 de diciembre de 1991 en Inglewood, California. Creció en Tupelo (Misisipi), Misisipi, donde comenzó a hacer música con su hermano Swae Lee y el rapero local Lil Pantz como "Dem Outta St8 Boyz". En 2013, él y Swae firmaron con Mike Will Made-It's label EarDrummers Entertainment como Rae Sremmurd. Desde entonces han lanzado tres álbumes de estudio bajo EarDrummers, SremmLife, SremmLife 2 y Sr3mm.
El 17 de marzo de 2017, Slim Jxmmi anunció que estaba trabajando en su álbum solista de debut, Uncle Jxm.

## Discografía

### Álbumes de estudio
- SremmLife (2015)[4]
- SremmLife 2 (2016)
- Uncle Jxm (2017)